# Der einarmige Bandit
Der einarmige Bandit (frz.: Le bandit manchot) ist ein Album der Comicserie Lucky Luke. Es wurde von Morris gezeichnet und von Bob de Groot getextet und erschien erstmals 1981. In dieser Geschichte stellen die Gebrüder Adolphe und Arthur Caille ihren Spielautomaten Black Cat erstmals vor.

## Handlung
Zum Testen eines neuerfundenen Spielautomaten namens Black Cat reisen die Gebrüder Adolphe und Arthur Caille zusammen mit Lucky Luke durch verschiedene Städte im wilden Westen. Überall ist die Stimmung euphorisch wegen der neuen Erfindung, es kommen zahlreiche Bestellungen und sogar vorherige Gegner lassen sich umstimmen. Nach erfolgreicher Mission wollen die Brüder nur noch ein verschlafenes Nest austesten, das Örtchen Las Vegas.

## Veröffentlichung
Die Geschichte wurde erstmals 1981 im Magazin Télé-Junior und danach bei Dargaud als Album veröffentlicht.
1982 erschien die Geschichte auf Deutsch als Album bei Ehapa (Band 33).
Die Geschichte wurde 1991 für die Lucky Luke-Zeichentrickserie verfilmt.